# Morcourt (Somme)
 Morcourt  es una población y comuna francesa, en la región de Picardía, departamento de Somme, en el distrito de Péronne y cantón de Bray-sur-Somme.

## Demografía
| 187 | 196 | 183 | 201 | 239 | 268 |
| Para los censos de 1962 a 1999 la población legal corresponde a la población sin duplicidades (Fuente: INSEE [Consultar]) |     |     |     |     |     |